# Prvenstvo Jugoslavije u hokeju na travi 1977.
Jugoslavensko prvenstvo u hokeju na travi za 1977. godinu je osvojila momčad Jedinstvo iz Zagreba.

## Poredak

### Prvi dio prvenstva
Grupa Zapad
```
1. Jedinstvo Zagreb 
2. Partizan Zelina 
```

Grupa Istok
```
1. Subotičanka Subotica 
2. Elektrovojvodina Subotica
```

### Završnica
```
1. Jedinstvo Zagreb 
2. Subotičanka Subotica 
3. Elektrovojvodina Subotica 
4. Partizan Zelina
```